# Campionati mondiali di short track 2000
La XX edizione dei Campionati mondiali di short track (World Short Track Speed Skating Championships), ufficialmente organizzati con tale denominazione dalla International Skating Union (Federazione internazionale di pattinaggio su ghiaccio), si è tenuta dal 10 al 12 marzo 2000 a Sheffield, nel Regno Unito.

## Podi

### Donne
| Evento               | Oro                                                     | Tempo    | Argento                                                          | Tempo    | Bronzo                                                            | Tempo    |
| Classifica generale* | Yang Yang (A) Cina                                      | 89 punti | An Sang-mi Corea del Sud                                         | 52 punti | Yang Yang (S) Cina                                                | 47 punti |
| 500 m                | Evgenija Radanova Bulgaria                              | 44.626   | Yang Yang (S) Cina                                               | 44.704   | An Sang-mi Corea del Sud                                          | 46.523   |
| 1000 m               | Yang Yang (A) Cina                                      | 1:40.363 | Yang Yang (S) Cina                                               | 1:40.683 | Joo Min-jin Corea del Sud                                         | 1:40.742 |
| 1500 m               | Yang Yang (A) Cina                                      | 2:32.707 | Park Hye-won Corea del Sud                                       | 2:32.829 | Joo Min-jin Corea del Sud                                         | 2:33.175 |
| 3000 m               | An Sang-mi Corea del Sud                                | 5:24.272 | Yang Yang (A) Cina                                               | 5:27.445 | Annie Perreault Canada                                            | 5:30.222 |
| Staffetta 3000 m     | Cina Wang Chunlu Yang Yang (S) Yang Yang (A) Sun Dandan | 4:28.267 | Corea del Sud An Sang-mi Joo Min-jin Choi Min-kyung Park Hye-won | 4:28.388 | Canada Alanna Kraus Annie Perreault Isabelle Charest Tania Vicent | 4:35.417 |

### Uomini
| Evento               | Oro                                       | Tempo    | Argento                                                                 | Tempo    | Bronzo                                                                   | Tempo    |
| Classifica generale* | Min Ryoung Corea del Sud                  | 68 punti | Éric Bédard Canada                                                      | 63 punti | Li Jiajun Cina                                                           | 60 punti |
| 500 m                | Éric Bédard Canada                        | 42.009   | Daniel Weinstein Stati Uniti                                            | 42.058   | Terao Satoru Giappone                                                    | 42.157   |
| 1000 m               | Li Jiajun Cina                            | 1:31.098 | An Yulong Cina                                                          | 1:31.212 | Daniel Weinstein Stati Uniti                                             | 1:33.228 |
| 1500 m               | Min Ryoung Corea del Sud                  | 2:23.098 | Éric Bédard Canada                                                      | 2:23.200 | Terao Satoru Giappone                                                    | 2:23.286 |
| 3000 m               | Min Ryoung Corea del Sud                  | 5:02.496 | Li Jiajun Cina                                                          | 5:02.934 | Daniel Weinstein Stati Uniti                                             | 5:03.416 |
| Staffetta 5000 m     | Cina Li Jiajun Feng Kai An Yulong Yuan Ye | 7:09.387 | Giappone Satoru Terao Takafumi Nishitani Takehiro Kodera Yugo Shinohara | 7:09.705 | Italia Nicola Franceschina Fabio Carta Michele Antonioli Nicola Rodigari | 7:09.709 |

## Medagliere
| Pos.   | Paese         | Oro | Argento | Bronzo | Totale |
| ------ | ------------- | --- | ------- | ------ | ------ |
| 1      | Cina          | 6   | 5       | 2      | 13     |
| 2      | Corea del Sud | 4   | 3       | 3      | 10     |
| 3      | Canada        | 1   | 2       | 2      | 5      |
| 4      | Bulgaria      | 1   | 0       | 0      | 1      |
| 5      | Giappone      | 0   | 1       | 2      | 3      |
| 5      | Stati Uniti   | 0   | 1       | 2      | 3      |
| 7      | Italia        | 0   | 0       | 1      | 1      |
| Totale | Totale        | 12  | 12      | 12     | 36     |